# 福岡陸軍墓地
福岡陸軍墓地（ふくおかりくぐんぼち）は、福岡県福岡市中央区谷二丁目11番にある大日本帝国陸軍の墓地（陸軍墓地）である。現在は谷公園となっており、谷陸軍墓地、谷旧陸軍墓地とも呼称される。

## 概要
- 合葬墓6基、個人墓などがある。

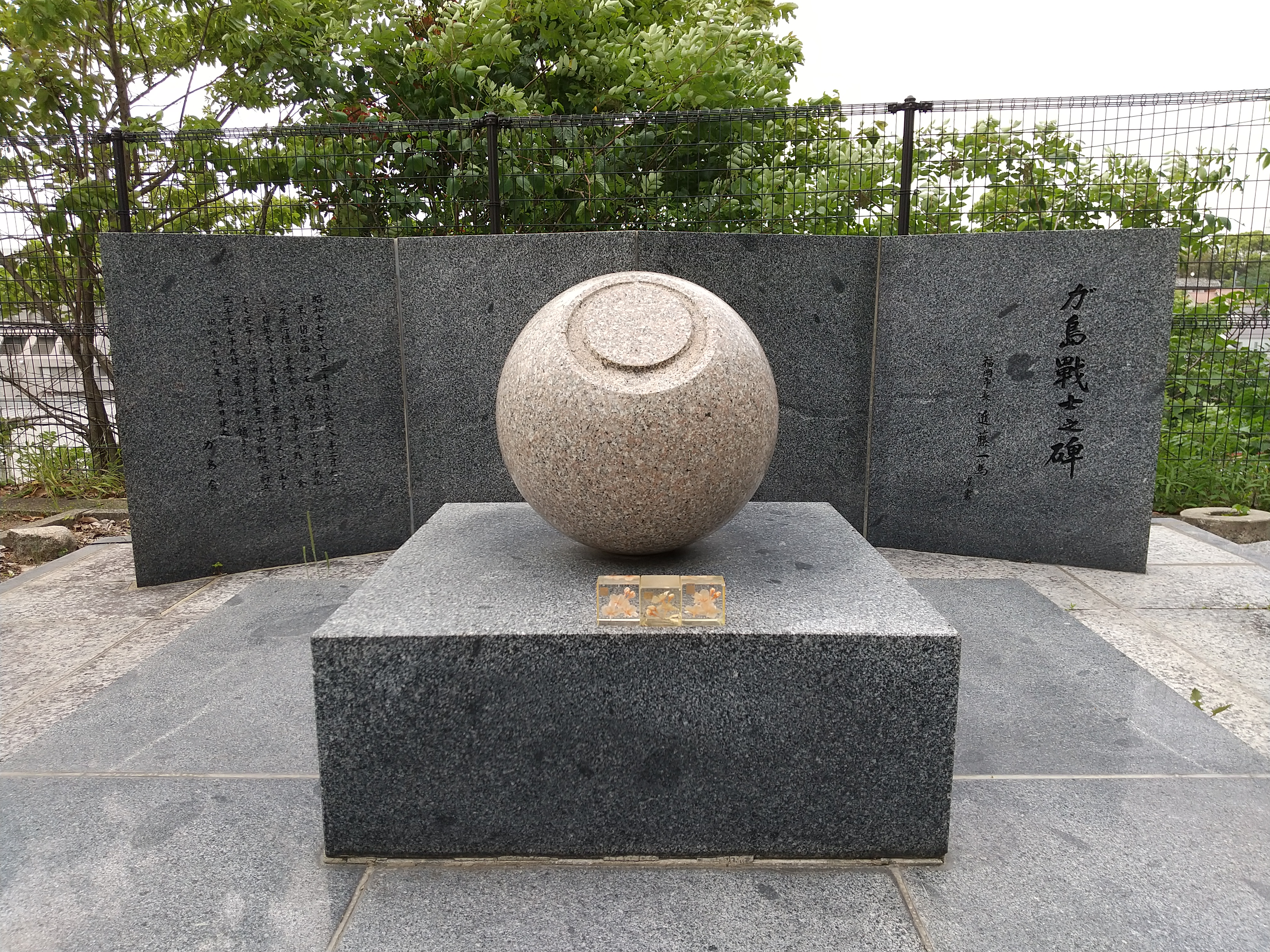
ガ島戦士之碑

- 慰霊は、1962年時点では福岡市主催、維持管理は福岡県であったが、2000年時点では慰霊団体は郷友連福岡支部，慰霊祭は10月第3土曜日に，管理は福岡市が行っている[1]
- 福岡県戦没者追悼式が1963年（昭和38年）から1981年（昭和56年）までは当地で行われていた。[2]
- 2005年（平成17年）3月20日福岡県西方沖地震が発生し、墓地に被害が発生、修繕された。